# Hemmeres
Hemmeres (früher auch Hemmers genannt) ist ein Ortsteil der Ortsgemeinde Winterspelt im Eifelkreis Bitburg-Prüm in Rheinland-Pfalz.

## Geographische Lage
Hemmeres liegt unmittelbar an der Our, dem Grenzfluss zwischen Deutschland und Belgien. Die Entfernung zum Hauptort Winterspelt beträgt knapp 4 km. Hemmeres ist hauptsächlich von landwirtschaftlichen Nutzflächen umgeben.

## Geschichte

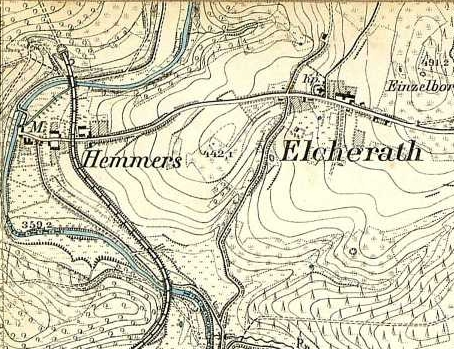
Seit 1920 bildet der Fluss Our die deutsch-belgische Grenze, die Bahntrasse zwischen den Grenzübergängen gehörte aber bis 1958 zu Belgien.

Die wohl schon im Mittelalter entstandene Ansiedlung im Ourtal zählte 1777 drei, um 1840 sieben Hausstätten.
Der Fluss Our wurde mit der Abtretung einiger Gebiete in der Eifel 1920 an Belgien infolge der Versailler Verträge die Staatsgrenze zwischen Deutschland und Belgien. Da die Trasse der Vennbahn aber ebenfalls belgisches Hoheitsgebiet wurde, bildete der zwischen der Bahnstrecke und der Our gelegene Teil der Ortschaft ab 1920 eine deutsche Exklave. Am 1. April 1949 kam dieses Gebiet als sogenanntes belgisches Annexionsgebiet unter belgische Verwaltung und wurde erst am 28. August 1958 nach Deutschland rückgegliedert.
Im Bereich von Hemmeres verlief die heute stillgelegte Vennbahn auf einer Länge von 1134 m auf der Ostseite der Our. Die Infrastruktur der Vennbahn wurde im Zweiten Weltkrieg stark zerstört, u. a. durch die Sprengung des nördlich von Hemmeres gelegenen Ourtalviaduktes durch deutsche Truppen am 27. September 1944. Mit der Rückgliederung des Ortes 1958 nach Deutschland kam auch die Eisenbahntrasse im Bereich Hemmeres wieder an die Bundesrepublik.

## Kultur und Sehenswürdigkeiten
- Breitgiebelhaus aus dem 18. Jahrhundert, Stallteil bezeichnet 1786, Haustür bezeichnet 1893[4]
- Hemmeres-Mühle an der Our[5]
- Kleines Heiligenhäuschen, 1679 erbaut, 1931 abgebrochen und durch eine größere Kapelle ersetzt[6]
- Zwei Wegekreuze auf dem Gemeindegebiet

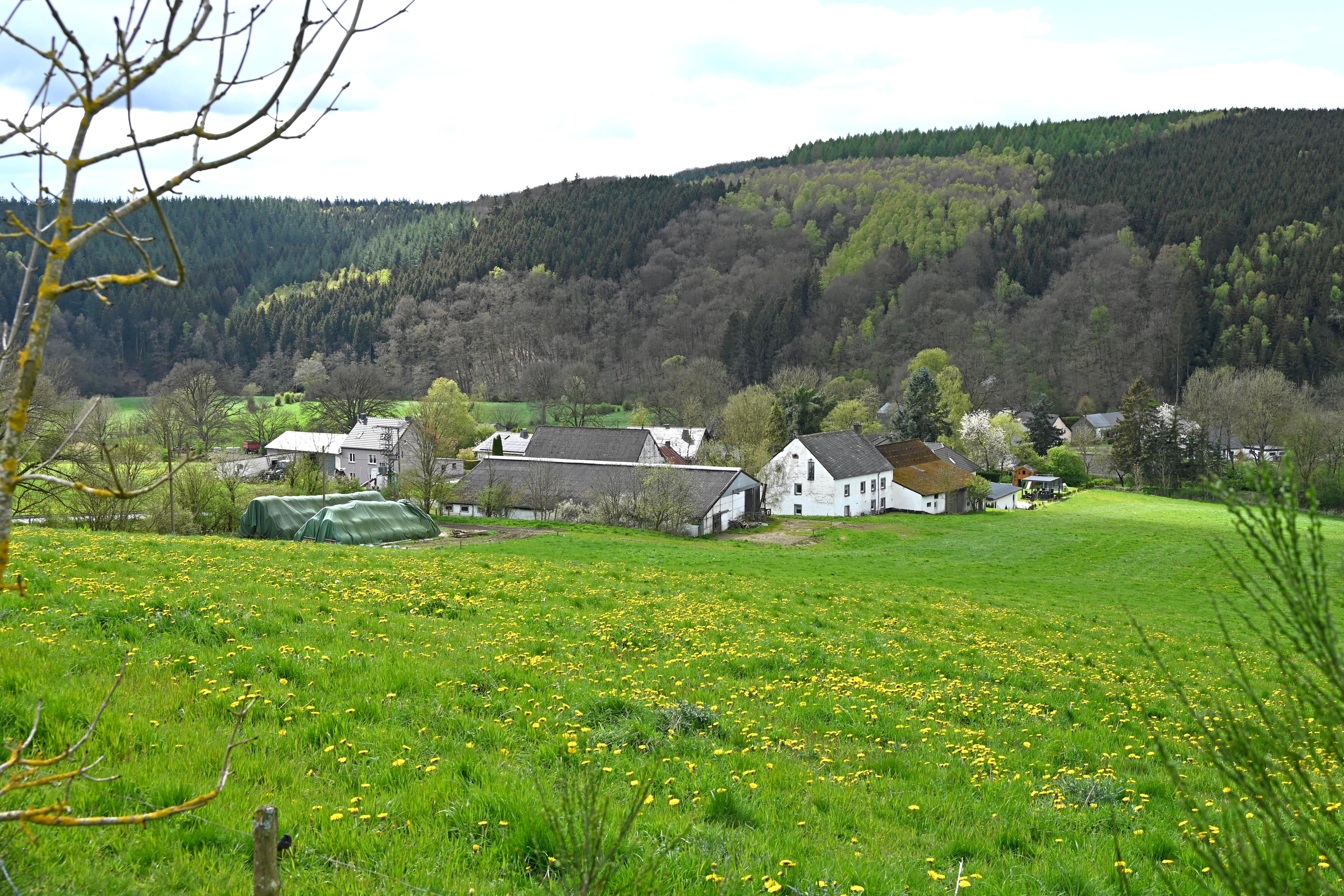
Hemmeres von Osten
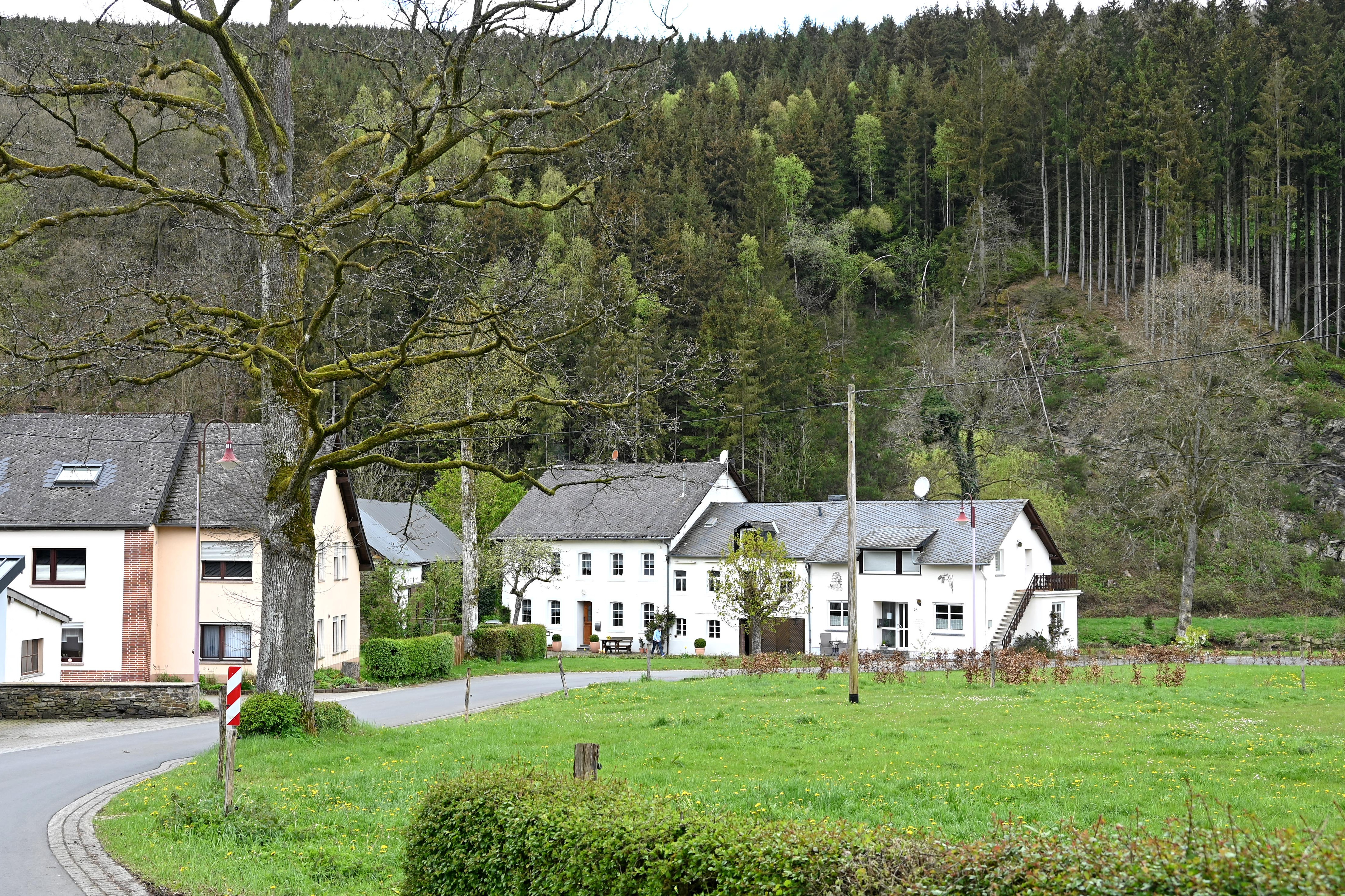
Ourtalstraße
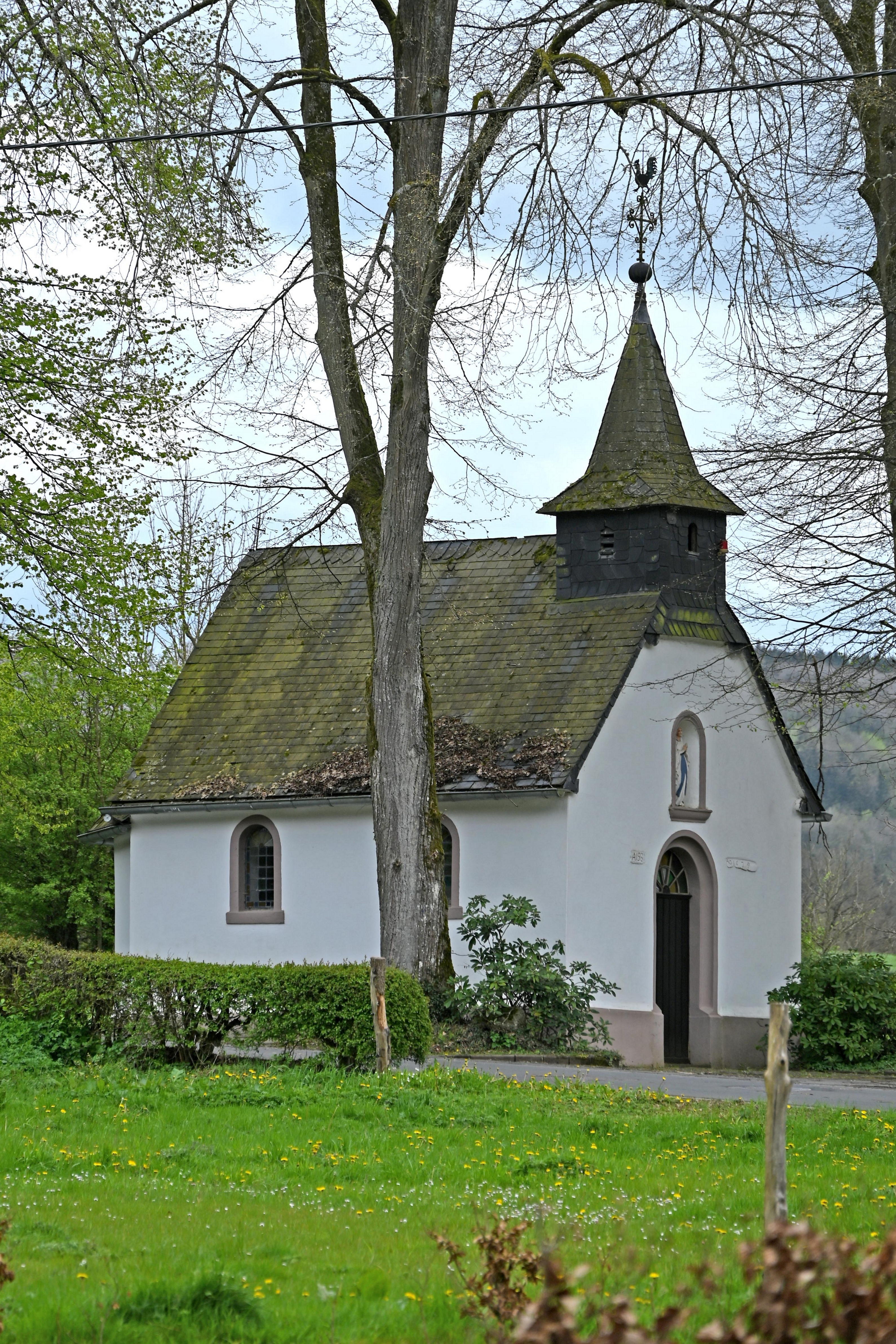
Kapelle
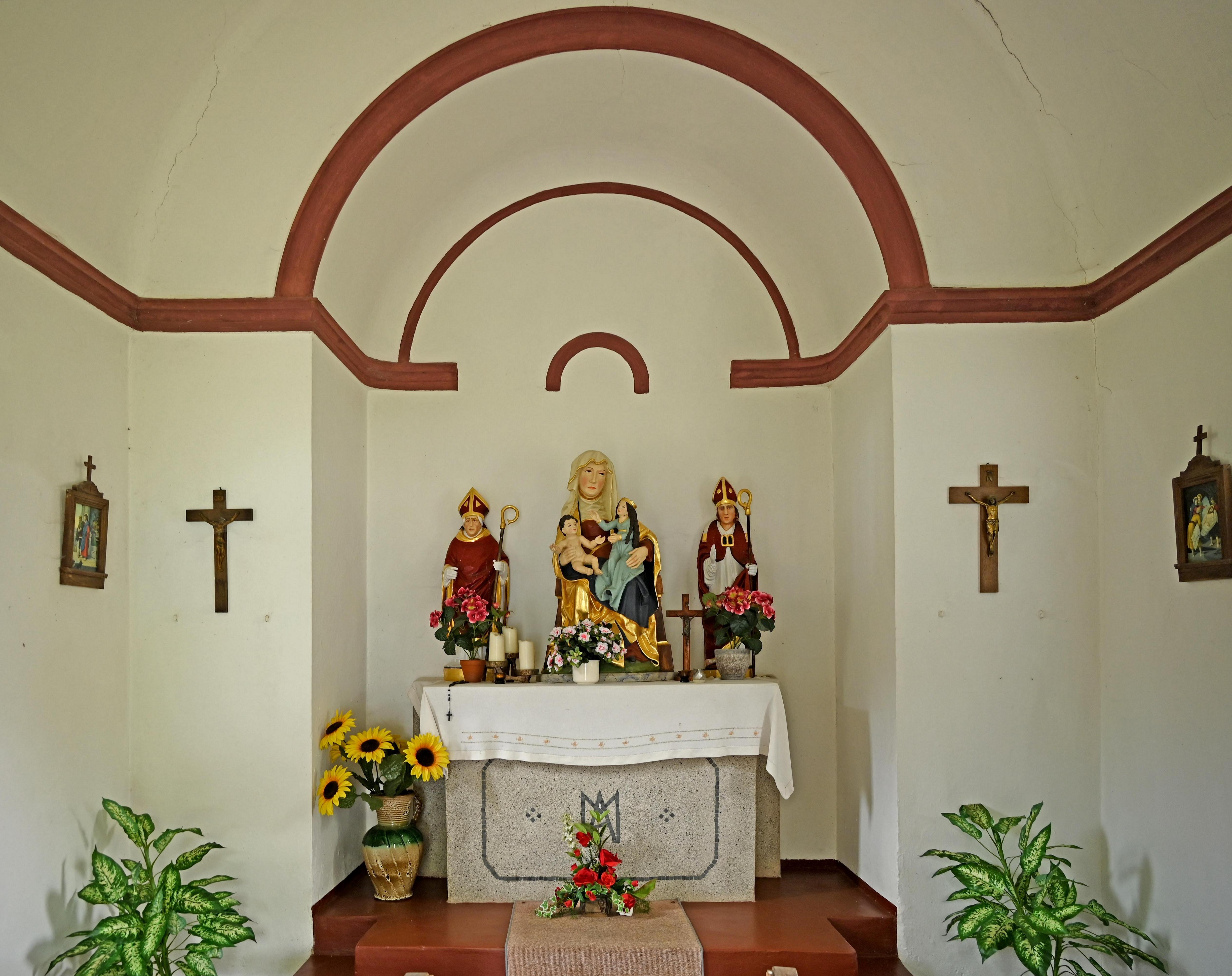
Innenraum
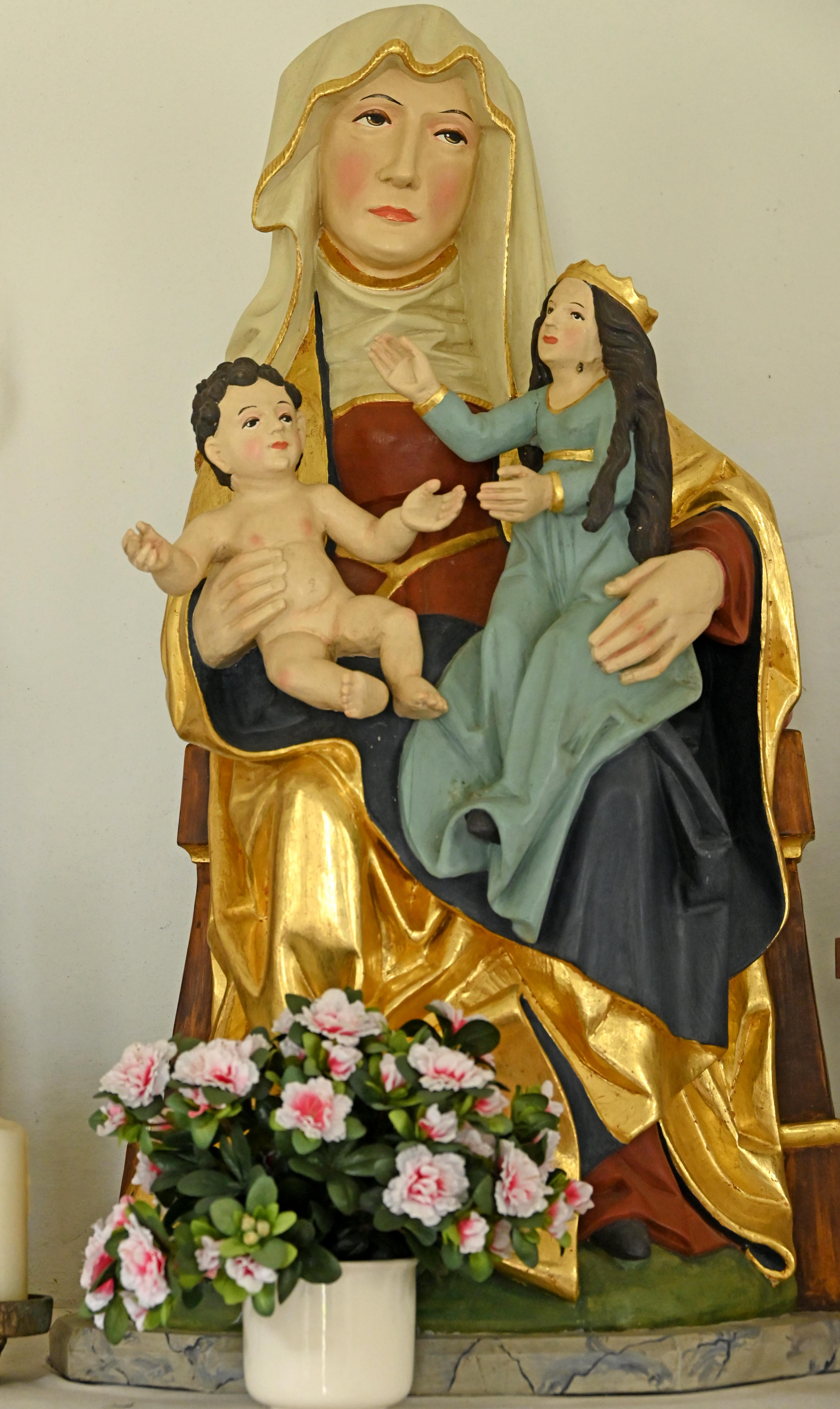
Anna selbdritt
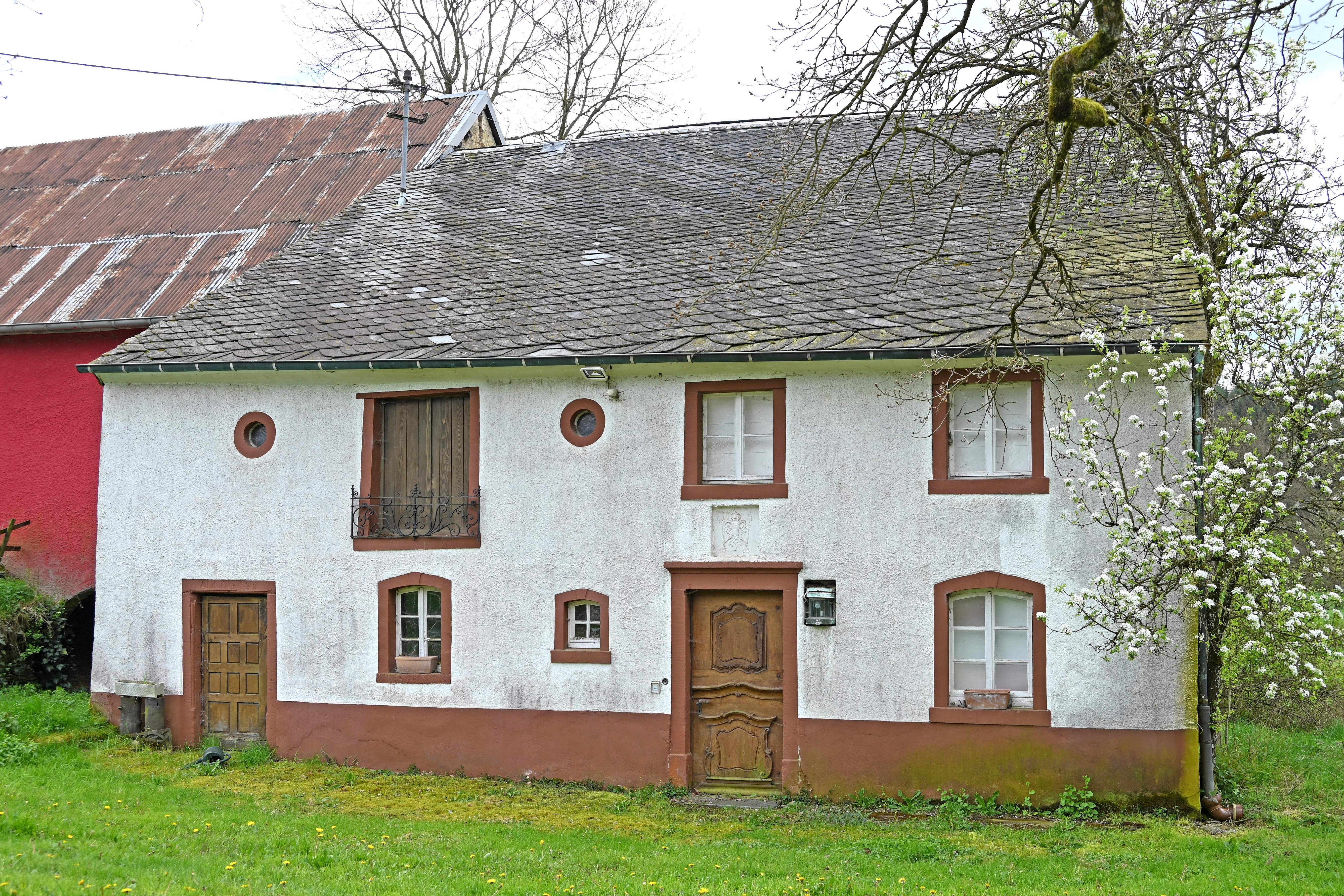
Haus (18. Jh.)

Der Vennbahnradweg, ein grenzüberschreitender Fernradweg zwischen Deutschland, Belgien und Luxemburg, der auf der Trasse der ehemaligen Vennbahn über rund 125 km[4] von Aachen nach Ulflingen (frz.: Troisvierges) verläuft, führt durch den Ort.